# Polymycoviridae
Les Polymycoviridae sont une famille de virus acapsidés rattachés à Riboviria, qui infectent des mycètes.
En 2021, on compte sept espèces de polymycovirus dont le génome a été entièrement séquencé.